# Fibroadenos
Fibroadenos eller fibroadenomatos är godartade tumörer i kvinnors bröstvävnad som uppträder i sådan mängd att brösten blir knöliga. Knöligheten sammanfaller med att brösten har rikligt med bindväv och mjölkkörtlar. Fibroadenos kan uppträda med (flera) cystor i brösten, så kallad småcystisk fibroadenomatos. Fibroadenosen (och cystorna) kan orsaka ömhet i brösten (mastalgi) i perioder under menstruationscykeln, och tillståndet i sig kan förvärras och bli mera påfallande. Fibroadenos drabbar ofta båda brösten. Liksom fibroadenom uppträder fibroadenos under äldre fertil ålder, och tycks sammanfalla med att inte ha några barn, samt att ha onormala hormonnivåer.
Fibroadenos kan uppträda som skleros av bröstkörtlarna, vilka därför kan bli förlängda eller förstörda, eller av omkringgivande vävnad. Sklerosen kan uppträda med eller utan cystor. Sklerosen kan uppkomma på flera ställen i brösten och variera i storlek. 